# Can Discorre
Can Discorra o Can Discorre és un mas al terme de Santa Eugènia de Berga (Osona) catalogat a l'Inventari del Patrimoni Arquitectònic de Catalunya.

## Masia
Masia el nom de la qual ens remet a les masies pròximes de can Goules, anomenada també "Can Pensatibé" i una altra anomenada "Can Rumia". La trobem documentada en el nomenclàtor de la província de Barcelona de l'any 1860 com a "masia casa de labranza".  És una masia de planta rectangular coberta a dues vessants amb el carener paral·lel a la façana, situada a migdia. Consta de planta baixa i primer pis. La façana presenta un porxo sobre l'entrada. A la planta hi ha un portal d'arc rebaixat, a cada costat del porxo s'hi obren finestres rectangulars. La lliça és enllosada i hi ha un mur que la tanca amb un gros portal amb un teuladet a dues vessants que el protegeix. A llevant s'hi conserven unes pedres amb uns forats per fer-hi enfilar parres, cultiu força arrelat a la plana abans de la plaga de la fil·loxera. A la planta prop del mur de la lliça s'hi obre una petita finestra amb la reixa forjada i la flanqueja una espiera. Construïda amb pedra basta i picada, tàpia i arrebossat.
La casa presenta diversos cossos annexes que responen a les successives etapes constructives, cal remarcar el pou adossat al mur de la lliça, un terradet al primer pis de la part nord i unes taules i uns bancs a migdia.

## Cabana
Hi ha una cabana situada al costat de la masia, de planta rectangular i coberta a dues vessants amb carener perpendicular a la façana, la qual està situada a migdia, davant de l'antiga era. La façana presenta un ampli portal d'arc de mig punt desplaçat cap a l'esquerra respecte al centre marcat pel carener. La porta d'aquest portal conserva una tipologia antiga, és feta amb llates de fusta i grans frontisses de ferro. La resta de murs són gairebé cecs. La part nord és reconstruïda amb totxo, la resta de murs són de pedra unida al morter de calç. L'interior conserva una tartana molt bonica.La història de la cabana va lligada a la de la masia, i la trobem registrada com a "masia de la casa de labranza", en el Nomenclàtor de la província de l'any 1860.